# Journal of Medieval History
Journal of Medieval History est une revue d’histoire à comité de lecture consacrée à tous les aspects de l’Europe au Moyen Âge (entre la chute de l’Empire romain et la Renaissance). La publication de la revue est trimestrielle et chaque numéro contient 4 à 5 articles consacrés aux îles Britanniques, à l’Afrique du Nord et au Moyen-Orient.
Le comité de rédaction de la revue comprend des universitaires de plusieurs pays.